# 大連楓葉国際学校
大連楓葉国際学校（だいれんフォンイェこくさいがっこう、中国語簡体字: 大连枫叶国际学校、英語：Dalian Maple Leaf International School）はカナダの華僑が中国遼寧省大連に作った学校で、英語教育を特徴とし、生徒には外国人の子弟も多い。大連人は日本語では、単に「メイプルリーフ」と呼んでいる。

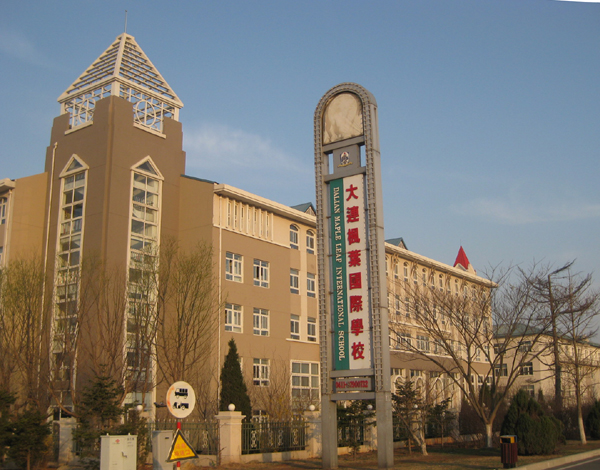
大連楓葉国際学校の高校（中国・大連市金州区金石灘）

## 概要
- カナダの華僑が中国に作った楓葉教育集団が遼寧省大連で経営する学校（幼稚園および小中高校）
  - 大連の本部：大連市西崗区彩雲路78号 楓葉集団大厦
  - 小学校は開発区に、中学校は大黒石（旅順北路）に、高校は金石灘にある。
  - 小中学校は中国語を中心に英語も学び、高校では英語で学習し、海外の大学留学をめざす。カナダ・ブリティッシュ・コロンビア州の教育免状がもらえる。
  - 中国人だけでなく、外国人の子弟も多い。
- 楓葉教育集団は大連以外に、天津、武漢、重慶、鎮江、上海、洛陽、オルドスでも同様な学校の経営を始めている。

## 参照項目
- 大連

大連市内で外国人（華僑も含む）の子弟が多く通うのは
- 大連日本人学校（付家荘）、大連韓国人学校（開発区）
- 大連楓葉国際学校、大連嘉匯陽光学校（Dalian Asksun School）
- 遼寧師範大学附属中学（黒石礁）、北京大学附属外国語学校（旅順北路）
- 大連市第十六中学（魯迅路）、双語学校（大連軟件園）など

## 参照
- 諸外国の学校事情：大連楓葉国際学校